# Целинное (Алтайский край)
Цели́нное — село в Алтайском крае, административный центр Целинного района и Целинного сельсовета.

## География
Расположено в 170 км к юго-востоку от Барнаула. До ближайшей железнодорожной станции Бийск 70 км.

## История
История села Целинное ведет отсчёт с 1778 года. Именно тогда было образовано поселение на реке Яма (Яминка) для того, чтобы поставлять хлеб и фураж для проезжающих по тракту Бийск - Кузнецк. 4 семьи были перевезены из деревни Казанково, а две — из деревни Монастырская. Всего было переселено 52 человека. Так возникла деревня Яминская.
Вскоре она пополнилась переселенцами из центральной России, в 1895 году в ней проживало 529 человек в 65 дворах. В 1898 году деревня приобрела статус села, в ней была построена церковь, с 1887 года работала церковно-приходская школа, в лавках вели торговлю купцы, имелось несколько постоялых дворов.
В первые годы советской власти в селе сохранялось кустарное производство: делали валенки, работали на мельницах, крупорушках и маслобойках. Основным занятием крестьян было земледелие. К 1928 году село располагало 1085 дворами, были построены 2 школы, больница, агрономический и ветеринарный пункт, работала библиотека и изба-читальня, кредитное товарищество и почтовое отделение.
В 1944 году вышел Указ Президиума Верховного Совета РСФСР «Об образовании новых районов в Алтайском крае», в результате чего село Яминское стало районным центром Яминского района.
В результате освоения целины в середине 1950 годов существенно расширились поля, засеваемые пшеницей. С 1955 года стали строиться хлебоприёмные пункты, увеличились производственные мощности: возводились очистительные башни с мельницами, сушилками и лабораториями. В 1968 году хлебоприемный пункт имел 17 складов и мог принять 51 тысячу тонн зерна. В совхозе «Восточный» содержалось поголовье крупного рогатого скота более 1000 голов, и столько же свиней. В совхозе трудились 1890 человек.
10 декабря 1960 года Указом Президиума Верховного Совета РСФСР «О переименовании некоторых районов Алтайского края» был переименован район Яминский вместе с райцентром. Появился Целинный район и село Целинное
.

## Население
| 1926  | 1959  | 1970  | 1979  | 1989  | 1997  |
| ----- | ----- | ----- | ----- | ----- | ----- |
| 5236  | ↘3562 | ↗5130 | ↗5713 | ↗6087 | ↗6154 |
| 1998  | 1999  | 2000  | 2001  | 2002  | 2003  |
| ↗6270 | ↗6306 | ↗6333 | ↘6253 | ↗6429 | ↘5892 |
| 2004  | 2005  | 2006  | 2007  | 2008  | 2009  |
| ↗6051 | ↘5829 | ↗5834 | ↘5812 | ↗5857 | ↘5804 |
| 2010  | 2011  | 2012  | 2013  | 2014  | 2015  |
| ↘5276 | ↘5262 | ↘5165 | ↘5053 | ↘4914 | ↘4860 |
| 2016  | 2017  | 2018  | 2019  | 2020  | 2021  |
| ↘4836 | ↘4778 | ↗4793 | ↘4729 | ↘4662 | ↗4728 |

## Экономика и социальная сфера
В селе находятся предприятия по производству и переработке сельхозпродукции, крупнейшее из которых компания ЗАО «Целина», работают кафе, сеть социальных и коммунальных предприятий
Имеются ДК, музыкальная школа, Дом детского творчества, детско-юношеская спортивная школа, две общеобразовательные школы, детсады, районная поликлиника, несколько аптек. Также имеется парк культуры и отдыха, православная церковь.

## Известные уроженцы и жильцы
- Зыков, Юрий Григорьевич (1947—2015) — советский и российский журналист, поэт, бард, заслуженный работник культуры Российской Федерации.